# Awen między Babą a Ptakiem
Awen między Babą a Ptakiem – jaskinia na wzgórzu Kołoczek na Wyżynie Częstochowskiej. Znajduje się we wsi Kroczyce w województwie śląskim, powiecie zawierciańskim, w gminie Kroczyce, w obrębie rezerwatu przyrody Góra Zborów.

## Opis obiektu
Awen to studnia krasowa. Znajduje się pomiędzy skałami Ptak i Jędza. Ta ostatnia zwana też była Babą, stąd nazwa jaskini. Jest to studnia o głębokości 5,5 m i owalnym, zbliżonym do prostokąta, poziomym otworze o wymiarach 4,5 × 1,5 m. Jest częściowo zasłonięta krzewami leszczyny, a ma pionowe ściany i wpadnięcie do niej jest niebezpieczne. Z dna studni odchodzi ku wschodowi, kominek o wysokości 4,5 m. Na zachodniej ścianie studni jest draperia naciekowa, na dnie gruz wapienny i liście, są także świeże obrywy.
W studni wydobywano krystaliczny kalcyt zwany szpatem. Po raz pierwszy opisał ją K. Mazik w 1979 r.

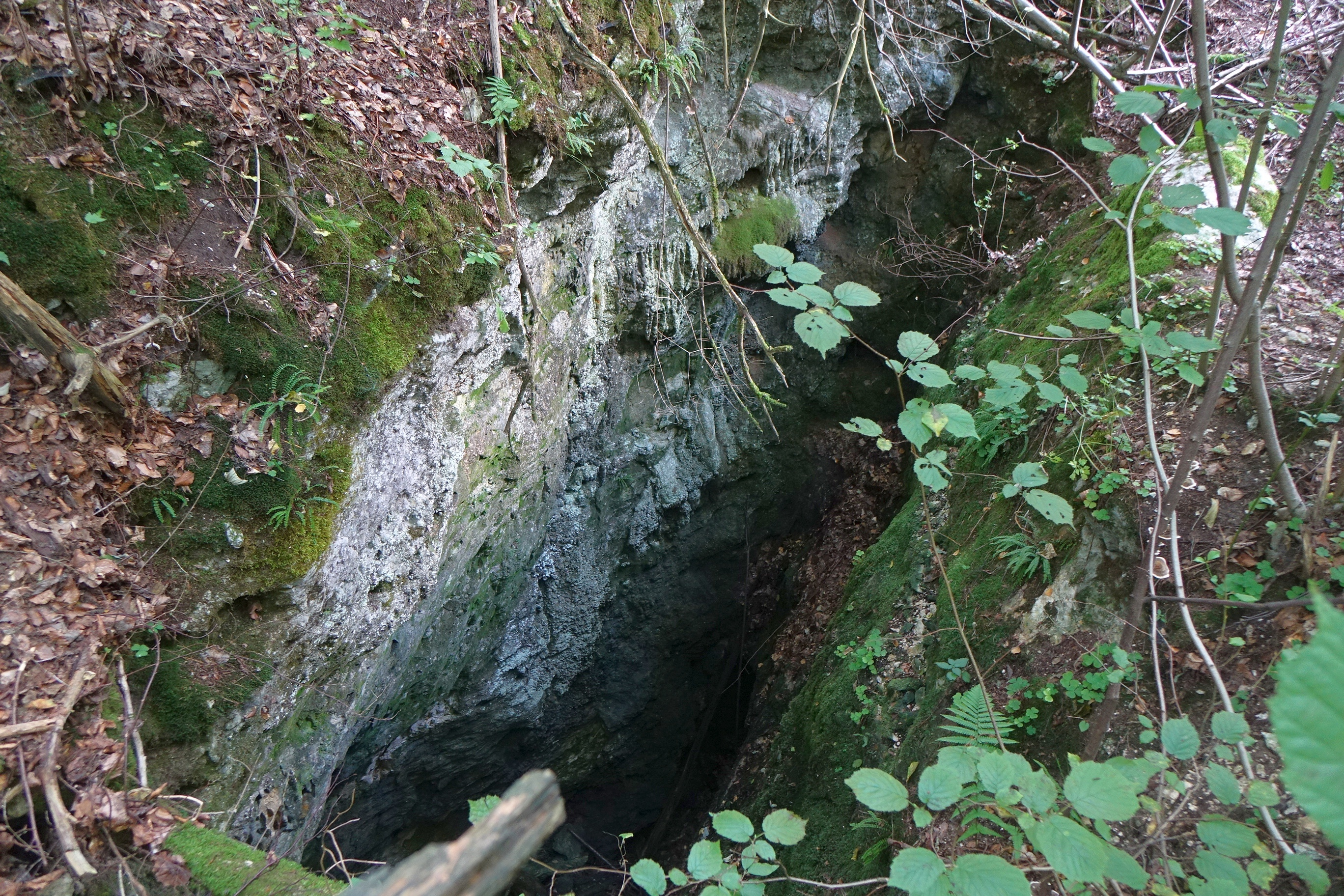
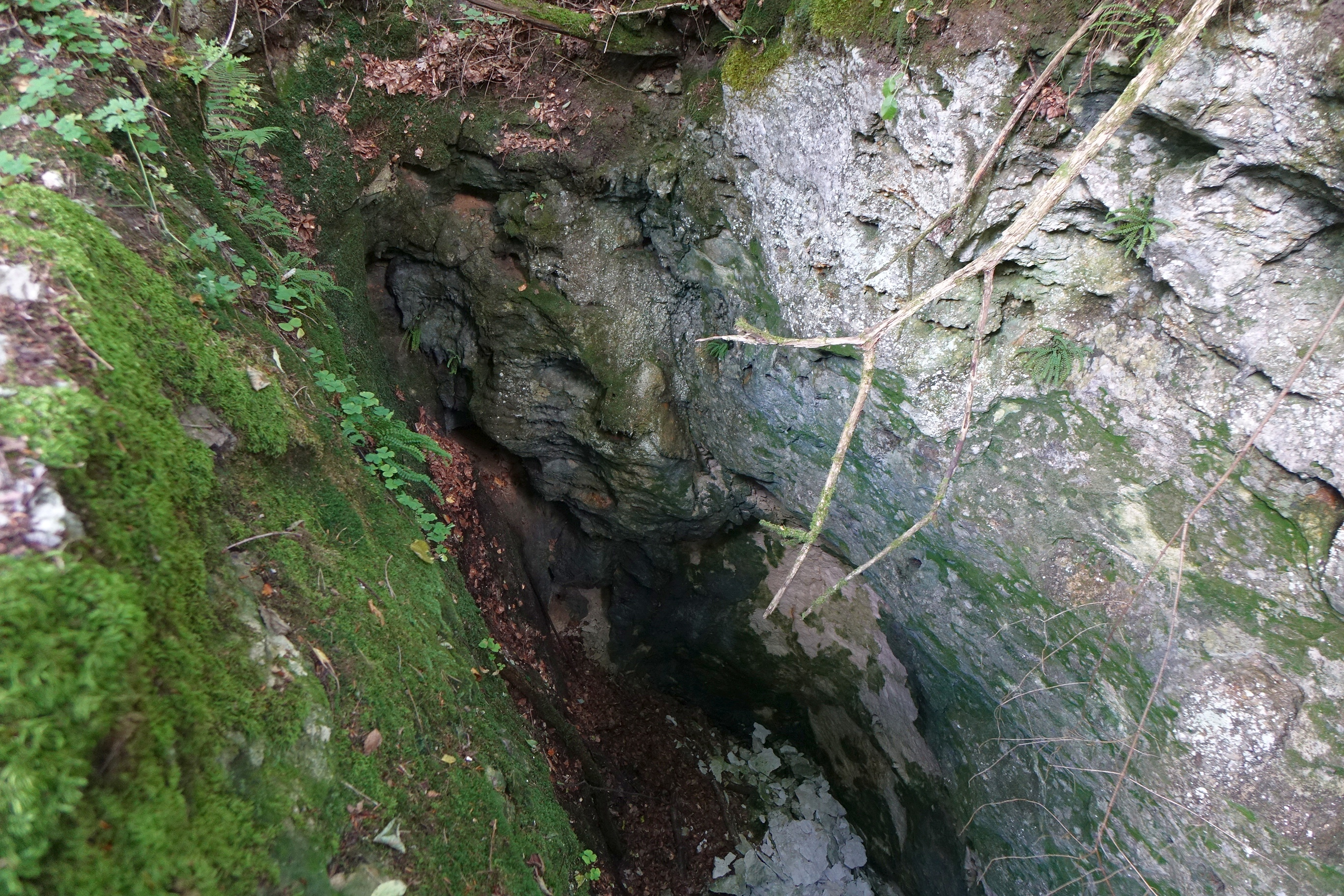
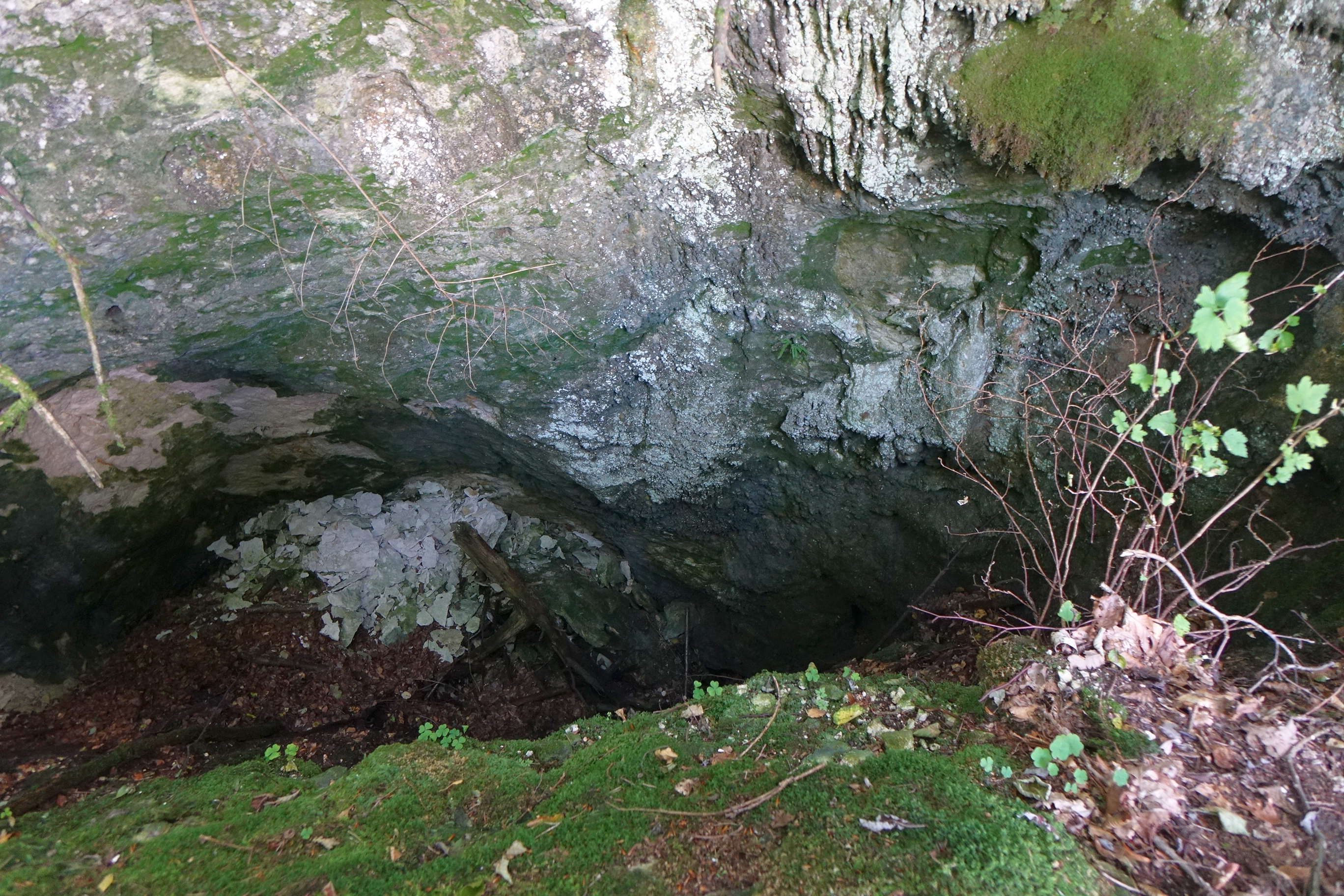
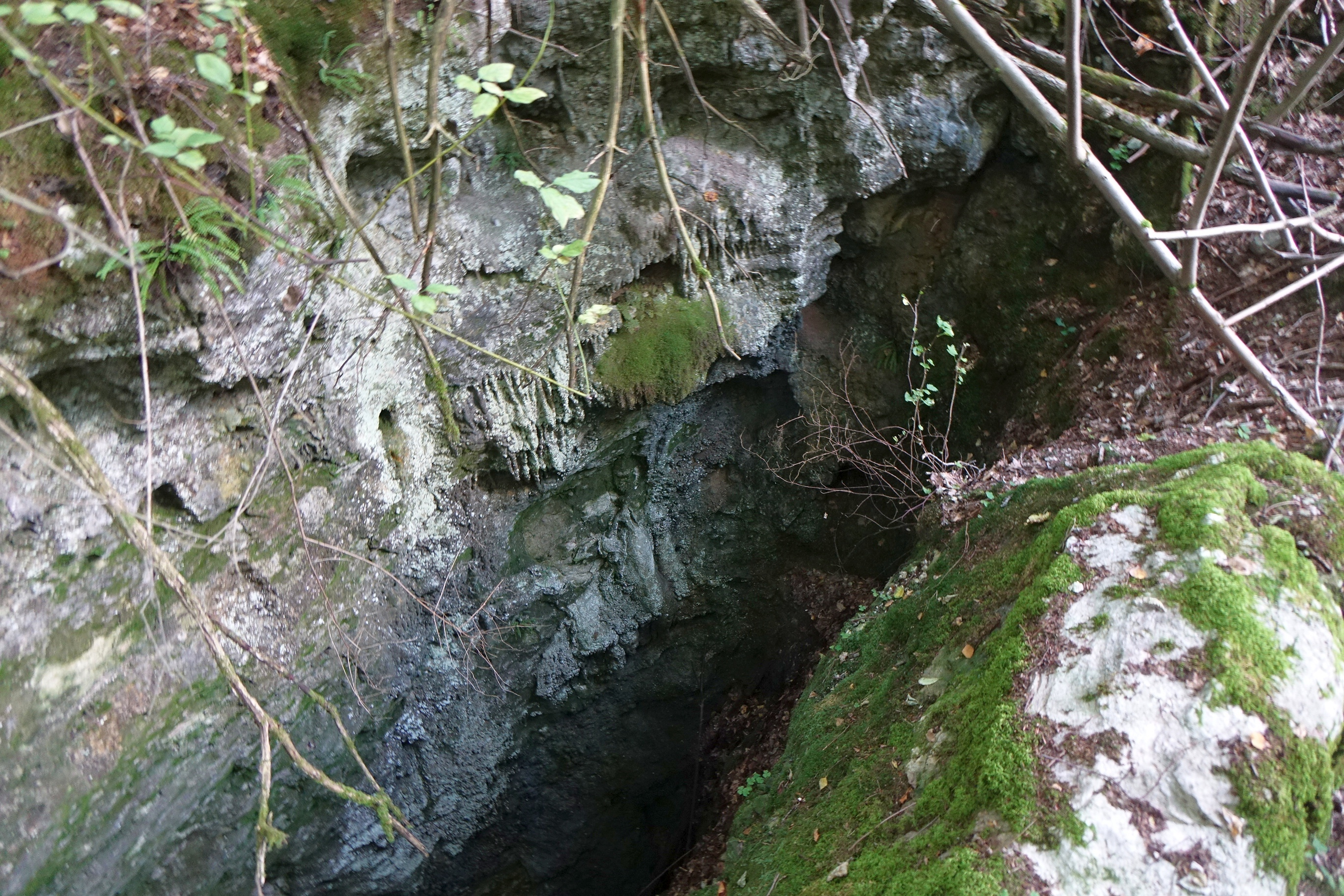